# Гроссето (футбольний клуб)
«Гроссето» (італ. Гроссето) — італійський футбольний клуб, який базується в місті Гроссето, Італія. Заснований у 1912 році як «Unione Ginnico Sportiva Grossetana». Домашні матчі команда грає на стадіоні «Stadio Olimpico Carlo Zecchini».